# Eenheid Landelijke Expertise en Operaties
De Eenheid Landelijke Expertise en Operaties (LX) is vanaf 1 januari 2024 een van de twee landelijke eenheden van de Nederlandse politie.
De eenheid is samen met de Eenheid Landelijke Opsporing en Interventies (LO) ontstaan vanuit een splitsing van de eerdere Landelijke Eenheid (LE). De splitsing is tot stand gekomen naar aanleiding van adviezen van commissie-Schneiders.

## Diensten
De Eenheid Landelijke Expertise en Operaties werkt net als de Eenheid Landelijke Opsporing en Interventies op nationaal niveau. Op dit moment heeft de eenheid vijf diensten:
- Crisiscoördinatie, Operatie en Bijstand (CCOB). Vanuit het actueel en toekomstig operationeel beeld ondersteunt, monitort en coördineert CCOB lopende en toekomstige politieoperaties in het hele land.
- Nationale Intelligence (NI). Intelligence is onontbeerlijk voor interventies op bestaande en opkomende veiligheidsvraagstukken. De intelligenceafdelingen hebben landelijke taken, waaronder internationale informatie-uitwisseling en nationale coördinatie. Ze bieden overzicht en inzicht in de veiligheidssituatie voor operationele politietaken.
- Research en Development, Innovatie en Expertise (RIX). Binnen de politie levert RIX specialistische operationele expertise en     hoogwaardige, vaak technologische vernieuwing.
- Nationale Infra (INFRA). Dit domein beschermt de integriteit en veiligheid van de hoofdvervoerstromen in Nederland. De snelweg, het water, het spoor en in de luchtvaart. De politiehelikopters vallen ook onder deze dienst.
- Bewaken, Beveiligen en Beschermen (BB&B). Binnen de politie is Bewaken, Beveiligen & Beschermen (BB&B) benoemd als nieuwe hoofdtaak. Het doel is bijdragen aan de veiligheid van alle burgers en bescherming bieden waar dat nodig is.

Bestaande regionale politieeenheden:
Noord-Nederland ·
Oost-Nederland ·
Midden-Nederland ·
Noord-Holland ·
Amsterdam ·
Den Haag ·
Rotterdam ·
Zeeland - West-Brabant ·
Oost-Brabant ·
Limburg ·
Eenheid Landelijke Expertise en Operaties ·
Eenheid Landelijke Opsporing en Interventies

Voormalige eenheden:
Landelijke Eenheid
Voormalige regiokorpsen:
Politie Groningen ·
Politie Fryslân ·
Politie Drenthe ·
Politie IJsselland ·
Politie Twente ·
Politie Noord- en Oost-Gelderland ·
Politie Gelderland-Midden ·
Politie Gelderland-Zuid ·
Politie Utrecht ·
Politie Noord-Holland-Noord ·
Politie Zaanstreek-Waterland ·
Politie Kennemerland ·
Politie Amsterdam-Amstelland ·
Politie Gooi en Vechtstreek ·
Politie Haaglanden ·
Politie Hollands Midden ·
Politie Rotterdam-Rijnmond ·
Politie Zuid-Holland-Zuid ·
Politie Zeeland ·
Politie Midden- en West-Brabant ·
Politie Brabant-Noord ·
Politie Brabant-Zuidoost ·
Politie Limburg-Noord ·
Politie Limburg-Zuid ·
Politie Flevoland ·